# Огибающая

Огибающая семейства прямых.

Кривая {\displaystyle \gamma } называется огиба́ющей семейства кривых {\displaystyle \gamma _{\alpha }}, зависящих от параметра {\displaystyle \alpha }, если она в каждой своей точке касается хотя бы одной кривой семейства и каждым своим отрезком касается бесконечного множества этих кривых.

## Определение
Пусть имеется семейство кривых {\displaystyle \gamma _{\alpha }}, зависящих от параметра {\displaystyle \alpha } и задающихся уравнением: {\displaystyle F(\alpha ,x,y)=0}. Тогда огибающая семейства кривых определяется как геометрическое множество точек {\displaystyle (x,y)}, для которых существует значение {\displaystyle \alpha }, для которого выполнено оба равенства:
{\displaystyle F(\alpha ,x,y)={\partial F \over \partial \alpha }(\alpha ,x,y)=0,}
где {\displaystyle {\tfrac {\partial F}{\partial \alpha }}} — частная производная функции {\displaystyle F} по параметру {\displaystyle \alpha }.

## Примеры
- Для семейства окружностей одинакового радиуса с центрами на прямой огибающая состоит из двух параллельных прямых.
- Астроида является огибающей семейства отрезков постоянной длины, концы которых расположены на двух взаимно перпендикулярных прямых.
- Парабола является огибающей семейства срединных перпендикуляров для отрезков, соединяющих фиксированную точку (фокус параболы) и фиксированную прямую (директрису параболы).

Прямые Симсона (красным цветом) являются касательными к дельтоиде Штейнера (синим цветом).

- Огибающая семейства прямых Симсона данного треугольника есть дельтоида — так называемая дельтоида Штейнера.